# Die Zeitreisenden
Die Zeitreisenden (Originaltitel: Voyagers!) ist eine US-amerikanische Fernsehserie, die von 1982 bis 1983 auf dem US-Fernsehsender NBC ausgestrahlt wurde. In Deutschland wurde die Serie 1989 auf RTLplus gezeigt. Der 90-minütige Pilotfilm Die Zeitreise (Voyage From The Unknown) entstand unter der Regie von Winrich Kolbe und James D. Parriot.

## Handlung
Phineas Bogg ist Mitglied einer Gesellschaft von Zeitreisenden, die sich selbst als „Voyagers“ (englisch für ‚Reisende‘) bezeichnen. Phineas, der sein „Zeitreise-Examen“ erhalten hat, und der 11-jährige Jeffrey Jones reisen mit Hilfe einer kleinen tragbaren Zeitmaschine, genannt Omni, die einer Taschenuhr ähnelt, durch die Zeit und stellen sicher, dass sich die Geschichte so entwickelt, wie wir sie kennen. In der ersten Episode helfen sie beispielsweise Moses als Säugling, damit er in seinem Korb auf dem Nil von der Tochter des Pharaos gefunden wird. Weitere Reiseziele sind die Brüder Pasteur und die Titanics.
Bogg trifft erstmals auf Jeffrey, als ihn sein Omni auf Grund einer Fehlfunktion in das Jahr 1982 bringt (der Omni ist programmiert, Reisen in die Zeit nach 1970 nicht zu ermöglichen) und er in Jeffreys Zimmer landet, der nach dem Tod seiner Eltern bei seiner Tante lebt. In Folge 13 (Unschuldig vor Gericht) stellt sich allerdings heraus, dass Jeffrey vom Voyager Head Quarter als Zeitreisender eingeplant war und Boggs Landung im Jahre 1982 kein Versehen war. Bei dem Versuch, Boggs „Handbuch der Geschichte“ vor Jeffreys Hund Ralph zu retten, stürzt der Junge aus dem Fenster und Bogg bleibt nichts anderes übrig, als ihm nachzuspringen und ihn mit in eine andere Zeit zu nehmen. Boggs Handbuch bleibt jedoch zurück. Es stellt sich heraus, dass Jeffreys Vater ein Geschichtsprofessor war und daher auch Jeffrey selbst über ein großes geschichtliches Wissen verfügt, weshalb er Phineas nun auf seinen Reisen begleitet, der sich ohne sein Handbuch auf Jeffreys Wissen verlassen muss, um die geschichtlichen Ereignisse richtig zu deuten.
„Running gags“ der Serie sind Phineas Boggs geradezu peinliche Unkenntnis der Zeitgeschichte, was seine Abhängigkeit von Jeffrey nach dem Verlust seines Handbuches umso deutlicher macht, seine panische Angst vor Hunden, sowie seine Poker-Spielweise, bei der er nach den Regeln eines alten ungarischen Kartenspiels namens „Schnibbitz“ spielt und dennoch stets gewinnt. Außerdem ist Bogg ein Charmeur, der es schafft, sich in fast jedem Abenteuer in eine zeitgenössische Schönheit zu verlieben.
Die Serie zeigt viele historische Persönlichkeiten, wie Marco Polo, Albert Schweitzer, Kleopatra, Thomas Edison und Benjamin Franklin und macht sie auf einfache Weise den Zuschauern (in der Regel Kinder) vertraut.
Während des Abspanns jeder Episode sagt der Schauspieler Meeno Peluce: „Wenn ihr mehr über [wer auch immer in der Episode zu sehen war] wissen wollt, unternehmt eine Reise in die nächste Bibliothek. Es steht alles in den Büchern!“

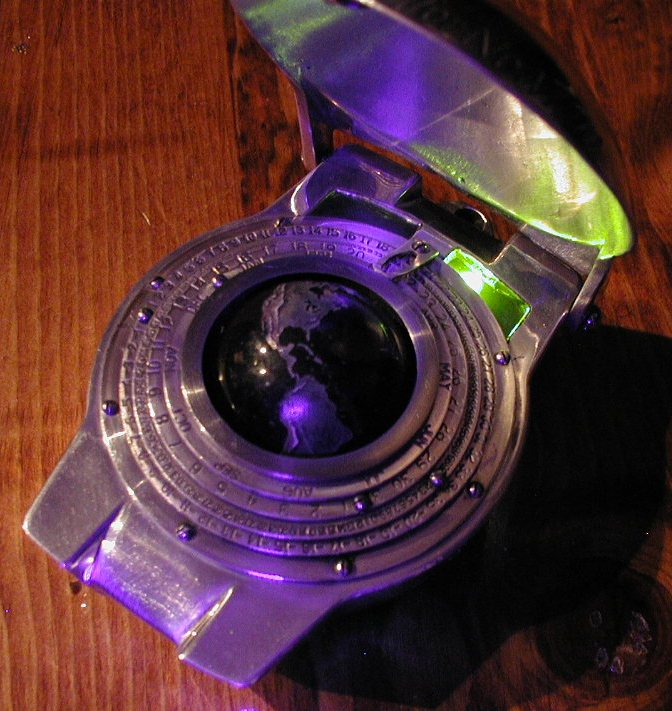
Replik eines Omnis

Der Name Phineas Bogg ist eine Anspielung auf Phileas Fogg aus Jules Vernes Reise um die Erde in 80 Tagen. In der letzten Folge der Serie wird Bogg auf die Ähnlichkeit des Namens angesprochen, worauf er erklärt, selbst Jules Verne begegnet zu sein und ihm die Inspiration für die Figur des Phileas Fogg geliefert zu haben.

### Die Zeitmaschine
In der Serie wird die kleine Zeitmaschine der Voyagers als „Omni“ bezeichnet und hat die Form einer goldenen Taschenuhr. Phineas Bogg trägt sie meist an seinem Gürtel. In der Mitte des Gerätes befindet sich eine Miniaturversion eines Globus, der umgeben von Schiebereglern ist, mit denen man die exakte Zeit sowie den Ort anhand der Erdkugel bestimmen kann, zu der man reisen möchte. Zwei Lichtsignale – ein rotes und ein grünes – geben Auskunft darüber, ob die Geschehnisse in der jeweiligen Zeitperiode korrekt sind oder ob ein Eingreifen der Voyagers erforderlich ist.
Omnis müssen von den Voyagers gut verwahrt werden, denn prinzipiell kann jeder das Gerät nutzen, der es findet. In der Folge „Worlds Apart“ zerlegt Thomas Edison die Zeitmaschine in all ihre Einzelteile, um herauszufinden, wie die roten und grünen Lämpchen funktionieren. Er war jedoch in der Lage das Gerät auch wieder zusammenzusetzen, nachdem er es ordentlich gereinigt hatte.
Die Funktion des Omnis wird im Vorspann jeder Folge von Phineas Bogg erläutert:
„We travel through time, to help history along, give it a push where it's needed. When the omni's red, it means history's wrong, it's our job to get everything back on track“
(„Wir reisen durch die Zeit um der Geschichte auf die Sprünge zu helfen. Wenn das Omni rot ist, heißt das die Geschichte entwickelt sich falsch, und es ist unsere Aufgabe, sie wieder in die richtige Bahn zu lenken.“)
Das Omni von Phineas’ Gegenspieler, dem Voyager Drake, ist silberfarben.
Das Omni trägt die Gravur: „Time Waits for No Man“ („Die Zeit wartet auf niemanden“).

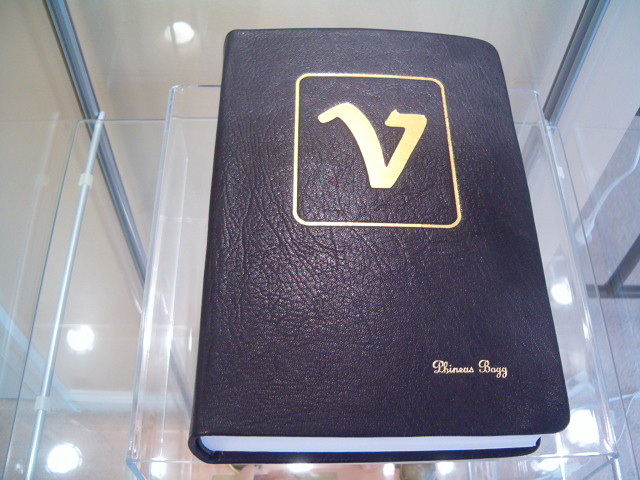
Replik des Voyagers-„Guide-Books“

### Das „Guide-Book“
Das Handbuch der Voyagers wurde ihnen im Rahmen eines „Zeitreiselehrganges“ an der „Voyagers-Schule“ übergeben. Es muss streng geheim gehalten werden, denn es enthält wichtige Geschehnisse der Vergangenheit, Gegenwart und Zukunft. Anhand des Handbuches können die Voyagers herausfinden, was in der Geschichte falsch läuft, wenn das Indikatorlicht des Omnis rot leuchtet. In der Pilotepisode verliert Phineas sein „Guide-Book“. Das Buch wird in verschiedenen Episoden erwähnt (z. B. Voyagers of the Titanic).

## Kritik zum Pilotfilm
„Uninspirierter und unlogischer Science Fiction-Film, der weder auf spannende noch unterhaltsame Weise die diversen Epochen als Tummelplatz für denkbar schlechte Schauspieler ausschlachtet.“ (Lexikon des internationalen Films).